# جوآنا پی.آدلر
جوآنا پی. آدلر (به انگلیسی: Joanna P. Adler) (زاده ۱۹۶۴) بازیگر آمریکایی است.
از فیلم‌های معروف او می‌توان به بازی در مجموعه تلویزیونی خدمتکاران حیله‌گر و فیلم کتاب عشق، نشانه نامرئی خودم اشاره کرد.